# Ensiferum (album)
Albums de Ensiferum
Iron
(2004)
Ensiferum est le premier album studio du groupe de folk metal finlandais Ensiferum. L'album est sorti le 7 janvier 2001 sous le label Spinefarm Records.
La version Digipak de l'album contient un titre en plus une reprise, il s'agit de la reprise du groupe de heavy metal britannique Judas Priest, Breaking the Law.
Dans certaines versions de Ensiferum, le titre Goblins' Dance est mentionné en tant que titre bonus. Il est cependant présent sur toutes les versions de l'album.

## Musiciens
- Jari Mäenpää − chant, guitare
- Markus Toivonen − guitare
- Jukka-Pekka Miettinen − basse
- Oliver Fokin − batterie

### Musiciens de session
- Henri Sorvali (a.k.a. Trollhorn) − claviers
- Marita Toivonen − kantele
- Johanna Vakkuri − chant
- Teemu Saari − chant
- Antti Mikkonen − chant

## Liste des morceaux
1. Intro – 1:50
2. Hero in a Dream – 3:40
3. Token of Time – 4:16
4. Guardians of Fate – 3:34
5. Old Man (Väinämöinen) – 5:33
6. Little Dreamer (Väinämöinen Part II) – 5:21
7. Abandoned – 6:50
8. Windrider – 5:41
9. Treacherous Gods – 5:12
10. Eternal Wait – 5:14
11. Battle Song – 3:20
12. Goblins' Dance – 4:29